# Llampaies
Llampaies és una entitat de població del municipi de Saus, Camallera i Llampaies, centrada en un pujol elevat situat al bell mig del terme, dominant la resta de construccions.
Aquest nucli és centrat a l'església de San Martí, d'origen romànic i d'una sola nau. Relacionada amb l'església, és interessant la seva Rectoria.

## Història
L'any 1846 el terme de Llampaies va ser incorporat, juntament amb el de Camallera, al municipi de Saus, que va canviar de nom a l'actual. A diferència dels altres dos termes, que formaven part de la Batllia de Verges al final del règim senyorial, el primer terç del Segle XIX, Llampaies formava part de la Vegueria estreta de Girona.

## Patrimoni
A part de l'església, a Llampaies hi destaquen la casa del S. XVI de Can Gil, una altra casa al carrer de l'Església, del mateix segle, la Bòbila de Llampaies, Cal Vermell, Can Reixac o Can Gener, a més d'altres cases.